# Grandiana
Grandiana is een geslacht van vliesvleugeligen uit de familie Pteromalidae. De wetenschappelijke naam van dit geslacht is voor het eerst geldig gepubliceerd in 1961 door Wiebes.

## Soorten
Het geslacht Grandiana omvat de volgende soorten:
- Grandiana armadillo Boucek, 1988
- Grandiana corneliae Wiebes, 1966
- Grandiana wassae Wiebes, 1961